# Künzell
Künzell ist eine Stadtrandgemeinde von Fulda in Osthessen, Deutschland. Sie ist die größte Gemeinde Hessens ohne Stadtrechte, größere Städte besitzt Hessen jedoch 75 an der Zahl.

## Geographie

### Geographische Lage

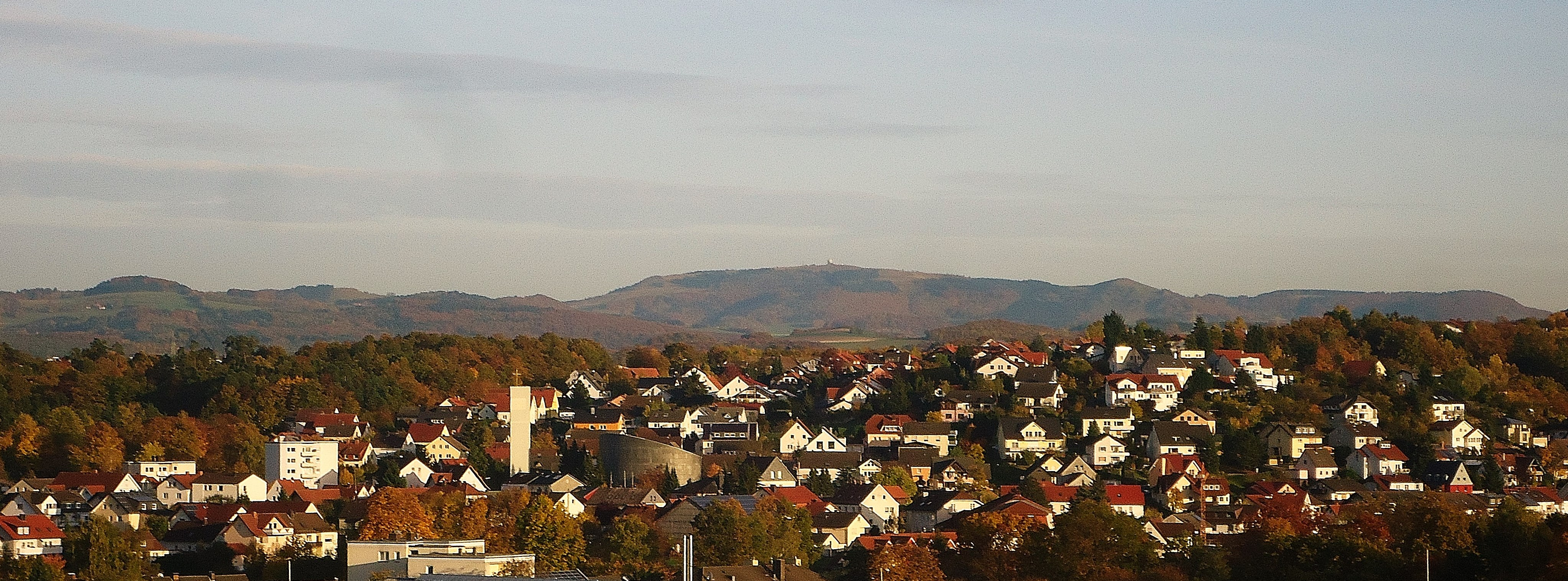
Blick über Künzell Richtung Südosten, mit Wasserkuppe im Bildhintergrund

Die Gemeinde liegt im Vorland der Rhön. Nach Nordwesten hin geht die Bebauung nahtlos in die Stadt Fulda und die Gemeinde Petersberg über. Der östliche Teil der Gemeinde ist von den Bergen der vorderen Rhön geprägt, höchster Punkt im Gemeindegebiet ist der Giebelrain. Dort entspringt die Haune.

### Ausdehnung des Gemeindegebietes
Während die Gemeindeteile Künzell und Bachrain das typische Ortsbild einer Stadtrandgemeinde zeigen, sind die übrigen Ortsteile als geschlossene Dörfer, eingebettet in die Landschaft, erkennbar.

### Nachbargemeinden
Künzell grenzt im Norden an die Gemeinde Petersberg, im Osten an die Gemeinde Dipperz, im Südosten an die Gemeinde Poppenhausen, im Süden an die Gemeinden Ebersburg und Eichenzell, sowie im Westen an die Stadt Fulda (alle im Landkreis Fulda).

### Gemeindegliederung
Die Gemeinde Künzell gliedert sich in die Ortsteile Pilgerzell, Engelhelms, Dirlos (mit Loheland und Dicker Turm), Dietershausen, Keulos, Wissels und Dassen. Der Kernort selbst gliedert sich in die Wohnplätze Künzell und Bachrain.

## Geschichte

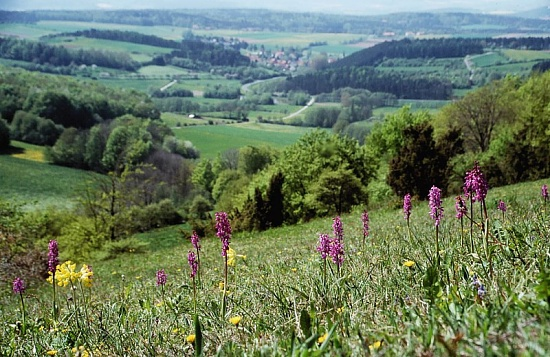
Blick vom Giebelrain auf Dietershausen

### Ortsgeschichte
Der Ursprung von Künzell geht in die Zeit der Gründung des Klosters Fulda zurück. Damals soll sich ein Mönch namens Chindolf im Talkessel des Oberlaufes des Grezzbaches angesiedelt haben. Zu damaliger Zeit wurde solch eine Mönchszelle als Cella bezeichnet. In der folgenden Zeit bildete sich um seine Behausung eine Ansiedlung, die nach ihm Chindecella oder Kindecella genannt wurde. In den folgenden Jahrhunderten wechselte der Name mehrfach, bis er schließlich zum heutigen Namen Künzell führte. Diese Siedlung muss bereits im 9. Jahrhundert entstanden sein. Erstmals urkundlich erwähnt wurde Künzell im Jahre 1165 im Codex Eberhardi. Das Gebiet war Fuldaer Klosterbesitz. Um das Jahr 1250 waren vier selbstständige Bauerngüter verzeichnet, 1510 waren es bereits sieben.
Der Ortsteil Dietershausen wird erstmals 810 als Theotrichesus erwähnt. Pilgerzell wird 830 in Urkunden Biligrimcella genannt, 1510 besaß Pilgerzell zehn Viehhalter. Engelhelms wurde 1276 urkundlich erwähnt, Dirlos 1318 als Villa Tyerolfes.
Kirchliches Zentrum war über Jahrhunderte der Florenberg. Die erste nachgewiesene Kirche wurde dort von Abt Huoggi (891–915) um das Jahr 900 errichtet. Die erhaltene Wehrmauer stammt wohl aus dem 10. Jahrhundert und diente zum Schutz vor den einfallenden Ungarn. Der heutige Turm wird einem romanischen Neubau zugeschrieben, der Kirchenraum stammt vom vierten Neubau 1511/1515.
Engilriches ist eine Wüstung in der Gemarkung der heutigen Gemeinde.
Hessische Gebietsreform
Im Zuge der Gebietsreform in Hessen wurden zum 31. Dezember 1971 die bis dahin selbständigen Gemeinden Dassen, Dietershausen, Keulos und Wissels auf freiwilliger Basis eingemeindet. Zum 1. April 1972 kamen Dirlos, Engelhelms und Pilgerzell hinzu. Für die als Ortsteil eingegliederten Gemeinden wurden Ortsbezirke gebildet.

### Verwaltungsgeschichte im Überblick
Die folgende Liste zeigt die Staaten und Verwaltungseinheiten, denen Künzell angehört(e):
- vor 1803: Heiliges Römisches Reich, Hochstift Fulda, Centoberamt Fulda
- 1803–1806: Heiliges Römisches Reich, Fürstentum Nassau-Oranien-Fulda, Amt Fulda
- 1806–1810: Kaiserreich Frankreich, Fürstentum Fulda (Militärverwaltung)
- 1810–1813: Großherzogtum Frankfurt, Departement Fulda, Landdistrikt Fulda
- ab 1816: Kurfürstentum Hessen, Großherzogtum Fulda, Landamt Fulda
- ab 1821/22: Kurfürstentum Hessen, Provinz Fulda, Kreis Fulda[7][Anm. 2]
- ab 1848: Kurfürstentum Hessen, Bezirk Fulda
- ab 1851: Kurfürstentum Hessen, Provinz Fulda, Kreis Fulda
- ab 1867: Norddeutscher Bund, Königreich Preußen,[Anm. 3] Provinz Hessen-Nassau, Regierungsbezirk Kassel, Kreis Fulda
- ab 1871: Deutsches Reich, Königreich Preußen, Provinz Hessen-Nassau, Regierungsbezirk Kassel, Kreis Fulda
- ab 1918: Deutsches Reich, Freistaat Preußen,[Anm. 4] Provinz Hessen-Nassau, Regierungsbezirk Kassel, Kreis Fulda
- ab 1944: Deutsches Reich, Freistaat Preußen, Provinz Kurhessen, Landkreis Fulda
- ab 1945: Deutsches Reich, Amerikanische Besatzungszone, Groß-Hessen, Regierungsbezirk Kassel, Landkreis Fulda
- ab 1946: Deutsches Reich, Amerikanische Besatzungszone, Hessen, Regierungsbezirk Kassel, Landkreis Fulda
- ab 1949: Bundesrepublik Deutschland, Hessen, Regierungsbezirk Kassel, Landkreis Fulda

## Bevölkerung

### Einwohnerstruktur 2011/2022
Nach den Erhebungen des Zensus 2011/Zensus 2022 lebten am Stichtag, dem 9. Mai 2011 / 15. Mai 2022, in Künzell 16.063/16.975 Einwohner. Darunter waren 613/1560 (3,3 % / 9,2 %) Ausländer, von denen 192/472 aus dem EU-Ausland, 273/615 aus anderen europäischen Ländern und 148/479 aus anderen Staaten kamen./ Von den deutschen Einwohnern hatten 9,7 % / ? % einen Migrationshintergrund./ Nach dem Lebensalter waren 2883/2880 Einwohner unter 18 Jahren, 6589/6254 zwischen 18 und 49, 3246/3845 zwischen 50 und 64 und 3324/3996 Einwohner waren älter./ Die Einwohner lebten in 7210/? Haushalten. Davon waren 2376/? Singlehaushalte, 2145/2222 Paare ohne Kindern und 1939/1933 Paare mit Kindern, sowie 602/593 Alleinerziehende und 146/? Wohngemeinschaften./ In 1640/888 Haushalten lebten ausschließlich Senioren und in 4934/3131 Haushaltungen lebten keine Senioren./

### Einwohnerentwicklung
- 1812: 54 Feuerstellen mit 380 Seelen[5]
- Bis zur Mitte des letzten Jahrhunderts war Künzell eine landwirtschaftlich geprägte Gemeinde. 1939 waren lediglich 1930 Einwohner gemeldet. Das wirtschaftliche Aufblühen der Region und die Eingemeindungen 1971/72 ließen die Gemeinde stark anwachsen. Im Jahre 2019 waren 16.809 Einwohner gemeldet.

| Künzell: Einwohnerzahlen von 1812 bis 2022 | Künzell: Einwohnerzahlen von 1812 bis 2022 | Künzell: Einwohnerzahlen von 1812 bis 2022 | Künzell: Einwohnerzahlen von 1812 bis 2022 | Künzell: Einwohnerzahlen von 1812 bis 2022 |
| --- | ------------------------------------------ | ------------------------------------------ | ------------------------------------------ | ------------------------------------------ |
| Jahr |                                            |                                            |                                            | Einwohner                                  |
| 1812 | 1812                                       |                                            | 380                                        | 380                                        |
| 1834 | 1834                                       |                                            | 336                                        | 336                                        |
| 1840 | 1840                                       |                                            | 329                                        | 329                                        |
| 1846 | 1846                                       |                                            | 361                                        | 361                                        |
| 1852 | 1852                                       |                                            | 357                                        | 357                                        |
| 1858 | 1858                                       |                                            | 353                                        | 353                                        |
| 1864 | 1864                                       |                                            | 365                                        | 365                                        |
| 1871 | 1871                                       |                                            | 407                                        | 407                                        |
| 1875 | 1875                                       |                                            | 416                                        | 416                                        |
| 1885 | 1885                                       |                                            | 520                                        | 520                                        |
| 1895 | 1895                                       |                                            | 635                                        | 635                                        |
| 1905 | 1905                                       |                                            | 903                                        | 903                                        |
| 1910 | 1910                                       |                                            | 1.092                                      | 1.092                                      |
| 1925 | 1925                                       |                                            | 1.414                                      | 1.414                                      |
| 1939 | 1939                                       |                                            | 1.930                                      | 1.930                                      |
| 1946 | 1946                                       |                                            | 2.356                                      | 2.356                                      |
| 1950 | 1950                                       |                                            | 2.479                                      | 2.479                                      |
| 1956 | 1956                                       |                                            | 2.889                                      | 2.889                                      |
| 1961 | 1961                                       |                                            | 3.501                                      | 3.501                                      |
| 1967 | 1967                                       |                                            | 4.234                                      | 4.234                                      |
| 1970 | 1970                                       |                                            | 5.093                                      | 5.093                                      |
| 1980 | 1980                                       |                                            | ?                                          | ?                                          |
| 1987 | 1987                                       |                                            | 13.765                                     | 13.765                                     |
| 2000 | 2000                                       |                                            | ?                                          | ?                                          |
| 2011 | 2011                                       |                                            | 16.063                                     | 16.063                                     |
| 2015 | 2015                                       |                                            | 16.322                                     | 16.322                                     |
| 2020 | 2020                                       |                                            | 16.828                                     | 16.828                                     |
| 2022 | 2022                                       |                                            | 16.975                                     | 16.975                                     |
| Datenquelle: Historisches Gemeindeverzeichnis für Hessen: Die Bevölkerung der Gemeinden 1834 bis 1967. Wiesbaden: Hessisches Statistisches Landesamt, 1968. Weitere Quellen: LAGIS; Statistische Berichte, Zensus 2011, Zensus 2022 Nach 1970 einschließlich der im Zuge der Gebietsreform in Hessen eingegliederten Orte. |                                            |                                            |                                            |                                            |

### Historische Religionszugehörigkeit
| • 1885: | 11 evangelische (= 2,13 %), 509 katholische (= 97,88 %) Einwohner                               |
| • 1961: | 437 evangelische (= 12,85 %), 2951 katholische (= 86,77 %) Einwohner                            |
| • 1987: | 2209 evangelische (= 16,0 %), 10.833 katholische (= 78,7 %), 723 sonstige (= 5,3 %) Einwohner   |
| • 2011: | 2780 evangelische (= 17,3 %), 10.950 katholische (= 68,2 %), 2330 sonstige (= 14,5 %) Einwohner |
| • 2022: | 2602 evangelische (= 15,3 %), 9143 katholische (= 53,9 %), 5230 sonstige (= 30,8 %) Einwohner   |

## Politik

### Gemeindevertretung
Die Kommunalwahl am 14. März 2021 lieferte folgendes Ergebnis, in Vergleich gesetzt zu früheren Kommunalwahlen:
| Sitzverteilung in der Gemeindevertretung 2021Insgesamt 37 Sitze - SPD: 4 - Grüne: 6 - FDP: 2 - CWE: 7 - CDU: 17 - AfD: 1 | Parteien und Wählergemeinschaften | Parteien und Wählergemeinschaften           | % 2021 | Sitze 2021 | % 2016 | Sitze 2016 | % 2011 | Sitze 2011 | % 2006 | Sitze 2006 | % 2001 | Sitze 2001 |
| Sitzverteilung in der Gemeindevertretung 2021Insgesamt 37 Sitze - SPD: 4 - Grüne: 6 - FDP: 2 - CWE: 7 - CDU: 17 - AfD: 1 | CDU                               | Christlich Demokratische Union Deutschlands | 46,4   | 17         | 47,4   | 17         | 53,0   | 20         | 60,2   | 22         | 60,3   | 22         |
| Sitzverteilung in der Gemeindevertretung 2021Insgesamt 37 Sitze - SPD: 4 - Grüne: 6 - FDP: 2 - CWE: 7 - CDU: 17 - AfD: 1 | CWE                               | Christliche Wähler-Einheit                  | 18,7   | 7          | 23,5   | 9          | 16,8   | 6          | 16,2   | 6          | 15,8   | 6          |
| Sitzverteilung in der Gemeindevertretung 2021Insgesamt 37 Sitze - SPD: 4 - Grüne: 6 - FDP: 2 - CWE: 7 - CDU: 17 - AfD: 1 | GRÜNE                             | Bündnis 90/Die Grünen                       | 16,3   | 6          | 9,6    | 4          | 14,2   | 5          | 7,6    | 3          | 7,2    | 3          |
| Sitzverteilung in der Gemeindevertretung 2021Insgesamt 37 Sitze - SPD: 4 - Grüne: 6 - FDP: 2 - CWE: 7 - CDU: 17 - AfD: 1 | SPD                               | Sozialdemokratische Partei Deutschlands     | 10,6   | 4          | 13,2   | 5          | 12,8   | 5          | 13,3   | 5          | 16,6   | 6          |
| Sitzverteilung in der Gemeindevertretung 2021Insgesamt 37 Sitze - SPD: 4 - Grüne: 6 - FDP: 2 - CWE: 7 - CDU: 17 - AfD: 1 | FDP                               | Freie Demokratische Partei                  | 5,7    | 2          | 6,3    | 2          | 3,2    | 1          | 2,7    | 1          | —      | —          |
| Sitzverteilung in der Gemeindevertretung 2021Insgesamt 37 Sitze - SPD: 4 - Grüne: 6 - FDP: 2 - CWE: 7 - CDU: 17 - AfD: 1 | AfD                               | Alternative für Deutschland                 | 1,8    | 1          | –      | –          | –      | –          | –      | –          | —      | —          |
| Sitzverteilung in der Gemeindevertretung 2021Insgesamt 37 Sitze - SPD: 4 - Grüne: 6 - FDP: 2 - CWE: 7 - CDU: 17 - AfD: 1 | FLK                               | Freie Liste Künzell                         | 0,6    | 0          | –      | –          | –      | –          | –      | –          | —      | —          |
| Sitzverteilung in der Gemeindevertretung 2021Insgesamt 37 Sitze - SPD: 4 - Grüne: 6 - FDP: 2 - CWE: 7 - CDU: 17 - AfD: 1 | Gesamt                            | Gesamt                                      | 100    | 37         | 100    | 37         | 100    | 37         | 100    | 37         | 100    | 37         |
| Sitzverteilung in der Gemeindevertretung 2021Insgesamt 37 Sitze - SPD: 4 - Grüne: 6 - FDP: 2 - CWE: 7 - CDU: 17 - AfD: 1 | Wahlbeteiligung in %              | Wahlbeteiligung in %                        | 54,9   | 54,9       | 50,7   | 50,7       | 47,9   | 47,9       | 41,6   | 41,6       | 50,5   | 50,5       |

### Bürgermeister

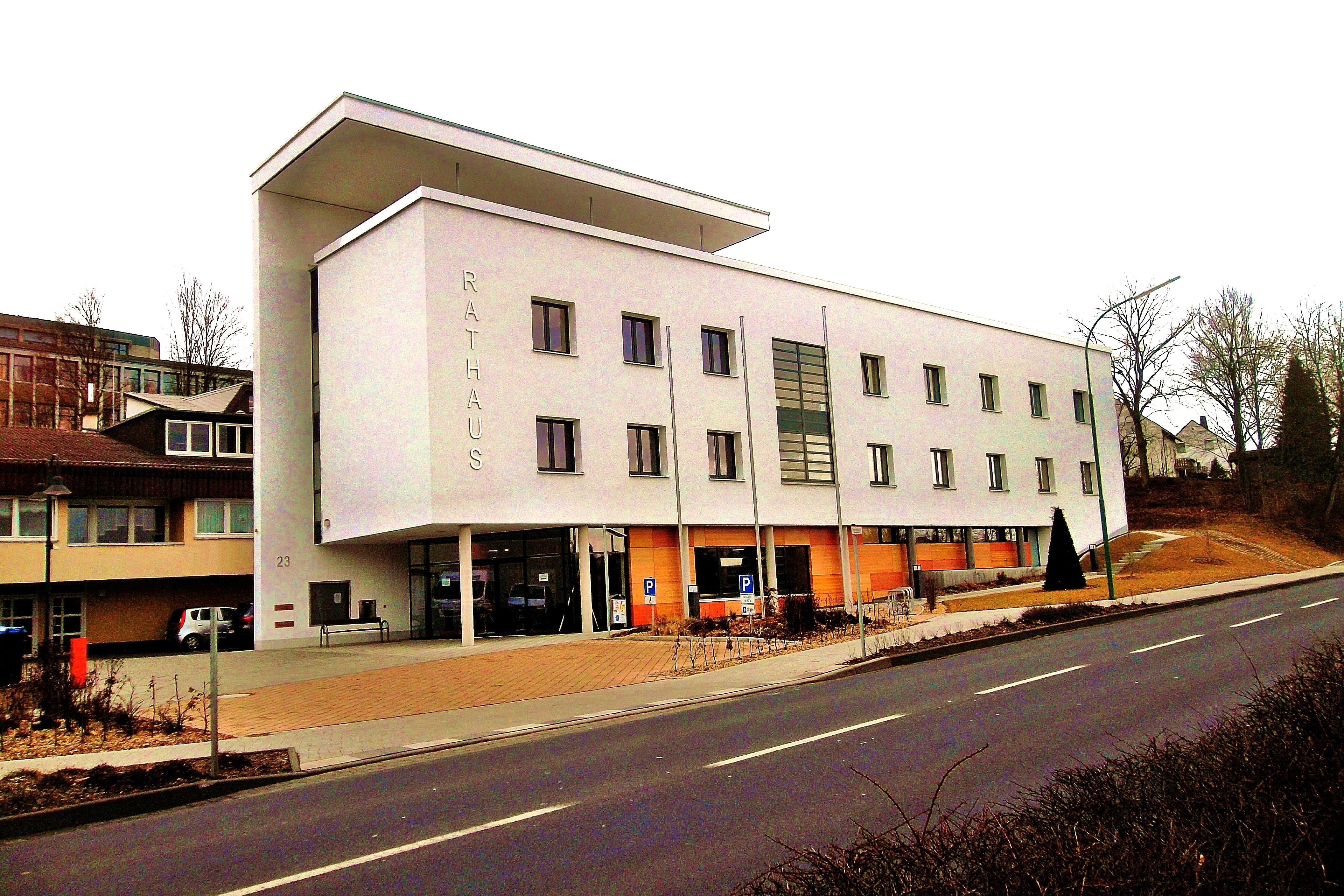
Künzeller Rathaus Neubau

Nach der hessischen Kommunalverfassung wird der Bürgermeister für eine sechsjährige Amtszeit gewählt, seit dem Jahr 1993 in einer Direktwahl, und ist Vorsitzender des Gemeindevorstands, dem in der Gemeinde Künzell neben dem Bürgermeister ehrenamtlich ein Erster Beigeordneter und acht weitere Beigeordnete angehören. Bürgermeister ist seit dem 1. Juli 2015 der parteiunabhängige Timo Zentgraf. Er wurde als Nachfolger von Peter Meinecke (CDU), der nach zwei Amtszeiten nicht wieder kandidiert hatte, am 1. März 2015 im ersten Wahlgang bei 48,6 Prozent Wahlbeteiligung mit 57,8 Prozent der Stimmen gewählt. Es folgte eine Wiederwahl ohne Gegenkandidaten im März 2021.
Amtszeiten der Bürgermeister
- 2015–2027 Timo Zentgraf[26]
- 2003–2015 Peter Meinecke (CDU)[27]
- 1986–2003 Hermann Brück (CDU)
- 1980–1985 Karlheinz Vogel
- 1970–1979 Alfons Schwab
- 1948–1969 Hermann Heres
- 1932–1948 Damian Hahner
- 1907–1932 August Mackenrodt

### Ortsbeiräte
Gemeinde Künzell
Für alle Ortsteile und die Kerngemeinde bestehen Ortsbezirke mit Ortsbeirat und Ortsvorsteher, nach Maßgabe der §§ 81 und 82 HGO und des Kommunalwahlgesetzes in der jeweils gültigen Fassung. Die Ortsbezirke entsprechen den Gebieten der ehemaligen Gemeinden.
Die Ortsbeiräte bestehen aus drei bis neun Mitgliedern und werden im Rahmen der Kommunalwahlen gewählt. Der Ortsbeirat wählt eines seiner Mitglieder zum Ortsvorsteher bzw. zur Ortsvorsteherin. Für die Wahlergebnisse siehe die entsprechenden Ortsteile.
Ortsbezirk Künzell-Bachrain (Kerngemeinde)
Der Ortsbezirk umfasst das Gebiet der ehemaligen Gemeinde Künzell mit dem Wohnplatz Bachrain.
Der Ortsbeirat für den Ortsbezirk Künzell-Bachrain besteht aus neun Mitgliedern. Bei den Kommunalwahlen in Hessen 2021 betrug die Wahlbeteiligung zum Ortsbeirat 20,51 %. Dabei wurden gewählt: fünf Mitglieder der CDU, und je zwei Mitglieder der SPD und des CWE. Der Ortsbeirat wählte Eugen Heidelmeier (CDU) zum Ortsvorsteher.

### Wappen
Das Wappen wurde am 5. September 1973 durch das Hessische Innenministerium genehmigt.
Blasonierung: „Der von Grün und Silber durch ein silber-schwarz quadriertes Kreuz gevierte Schild zeigt im 1. und 4. Feld in Grün eine silberne Lilie, im 2. und 3. Feld in Silber eine grüne Tanne.“
Das Wappen wurde vom Heraldiker Heinz Ritt aus Bad Nauheim gestaltet.

### Gemeindepartnerschaften
Gemeindepartnerschaften bestehen mit den Gemeinden Dingelstädt im Eichsfeld/Thüringen seit 1990 und Rustington in West Sussex/Großbritannien seit 2002.

## Kultur und Sehenswürdigkeiten

### Bauwerke

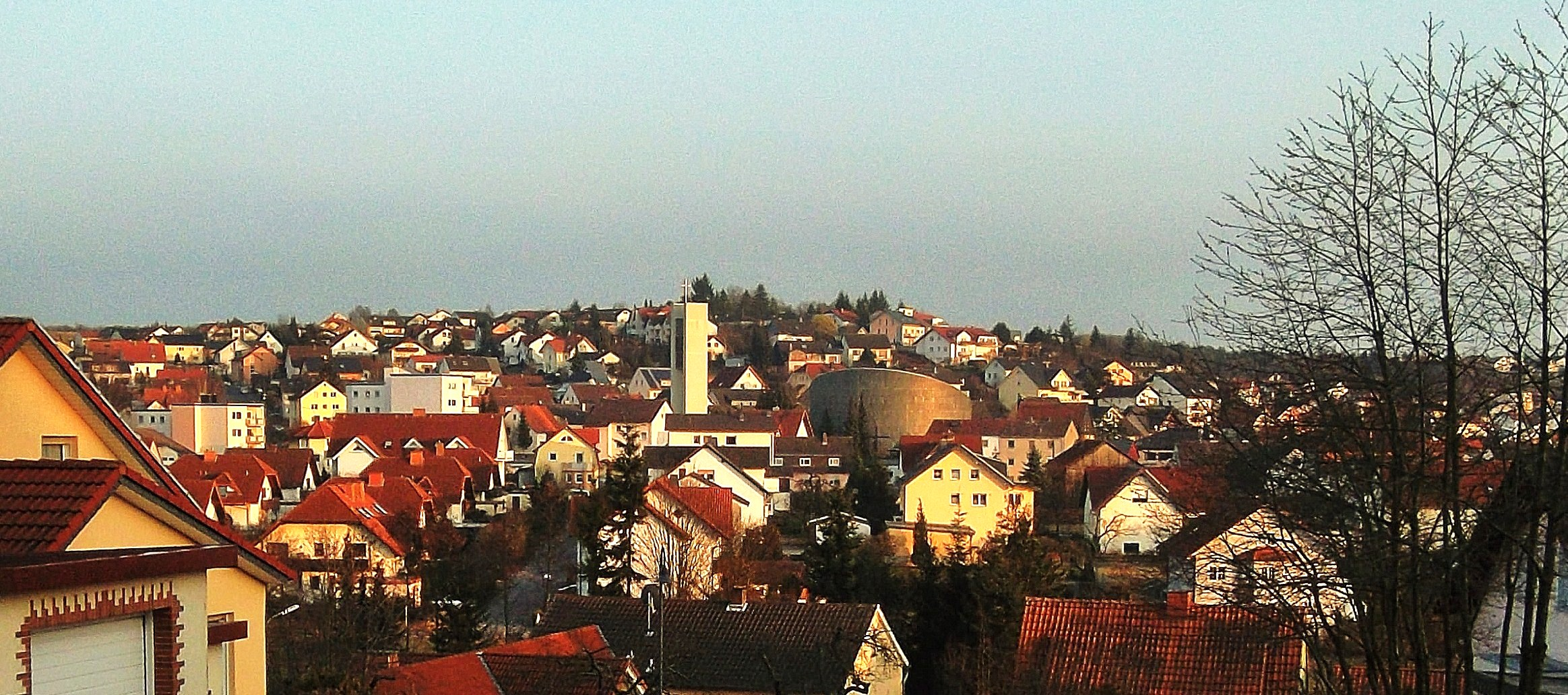
Blick auf Künzell mit Pfarrkirche St. Antonius

- Der Florenberg (382 m) ist eine markante Erhebung mit einer weithin sichtbaren Kirche aus dem Jahre 1362.
- Die Wehrkirche St. Bartholomäus in Dietershausen mit spätgotischen Fresken.

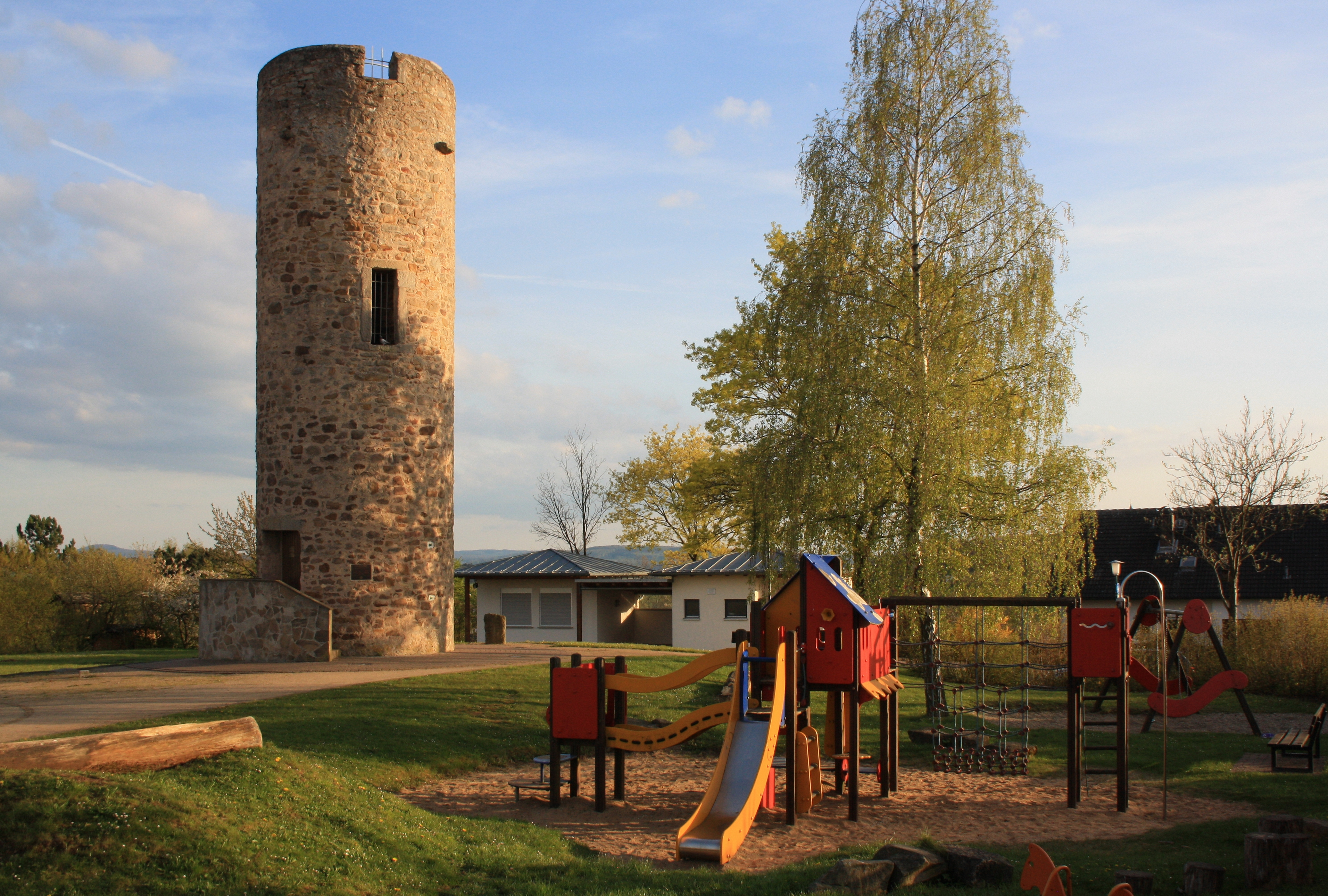
Dicker Turm

- Dicker Turm ist die Bezeichnung eines mittelalterlichen Wart- und Signalturmes. Seine Plattform auf 382,78 Meter über NN bietet einen Ausblick über die Rhön, den Vogelsberg und die Stadt Fulda.
- Die Renovierung des Rathauses im Rahmen des Konjunkturprogramms 2009 hat die Gemeinde Künzell statt der veranschlagten Summe von 1,66 Millionen Euro den Betrag von 3,37 Millionen Euro gekostet, was im Jahre 2012 zu einer kritischen Diskussion in der Gemeindevertretung führte. Im Jahr 2013 griff der Bund der Steuerzahler den Fall auf und publizierte seine Kritik an dem Bauprojekt in seinem jährlich erscheinenden Schwarzbuch.[33]

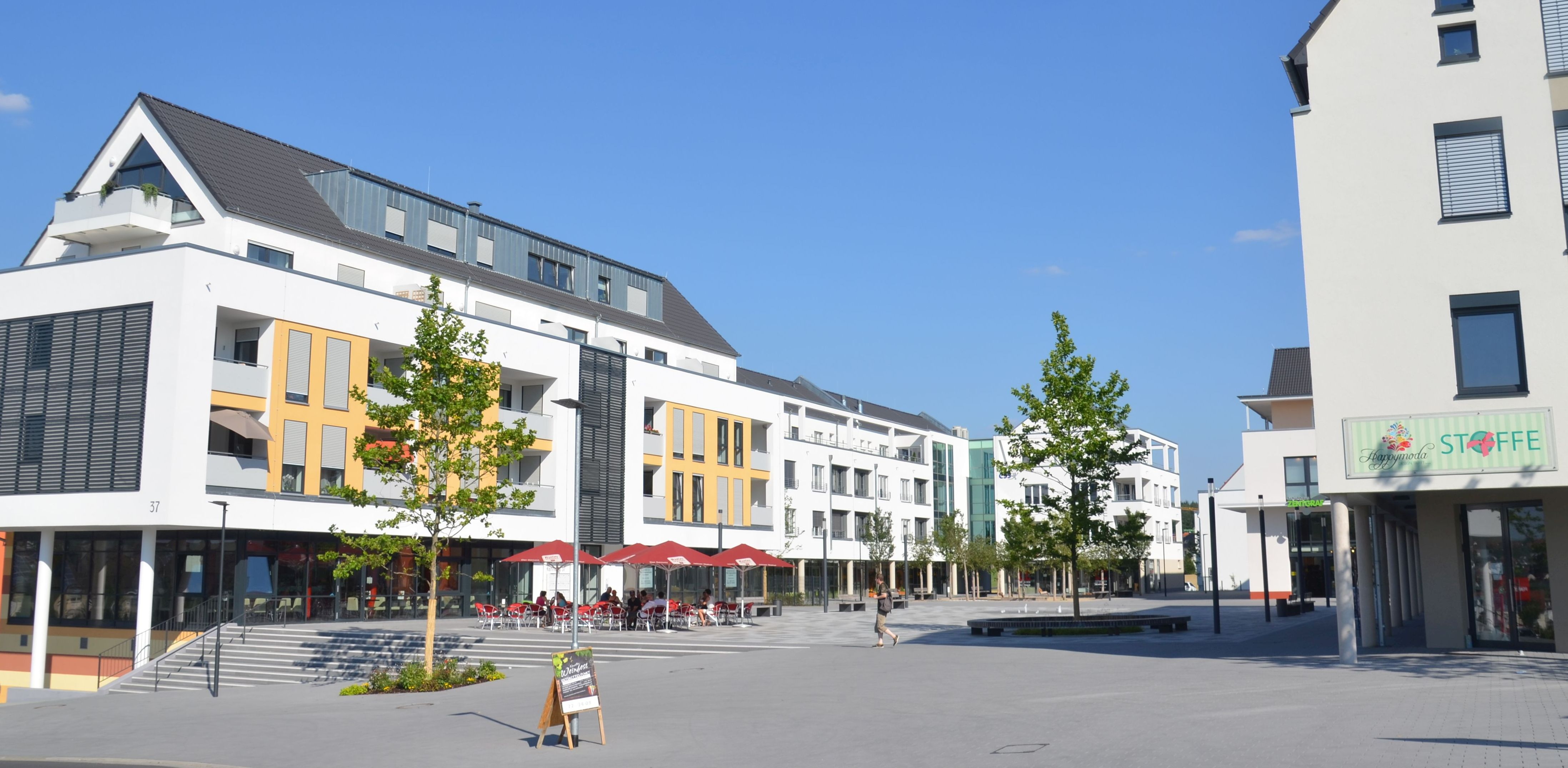
Die „Neue Mitte“ von Künzell

- Die „Neue Mitte“ von Künzell wurde bis Herbst 2014 größtenteils fertiggestellt und am 13. September 2014 feierlich eingeweiht.

## Wirtschaft und Infrastruktur

### Verkehr
Künzell liegt an der Ausfahrt 92 Fulda-Mitte der A 7 Würzburg–Kassel und der Ausfahrt Fulda-Künzeller Straße der B 27, über die auch die Ausfahrt Fulda-Süd der A 66 Frankfurt–Fulda erreichbar ist.
Der Bahnhof Fulda, ein wichtiger Verkehrsknotenpunkt mit ICE-Bahnhof zwischen Frankfurt am Main, Kassel, Erfurt und Würzburg, ist wenige Kilometer entfernt und mit Bussen des Rhein-Main-Verkehrsverbundes (RMV) gut erreichbar.

### Öffentliche Einrichtungen
Die Deutsche Rentenversicherung Hessen hat in Künzell seit dem Jahr 2000 eine Dienststelle (Auskunfts- und Beratungsstelle, Servicestelle für Rehabilitation, Ärztliche Untersuchungsstelle sowie Prüfbezirksstelle) für Osthessen mit 300 Mitarbeitern angesiedelt.

### Bildung

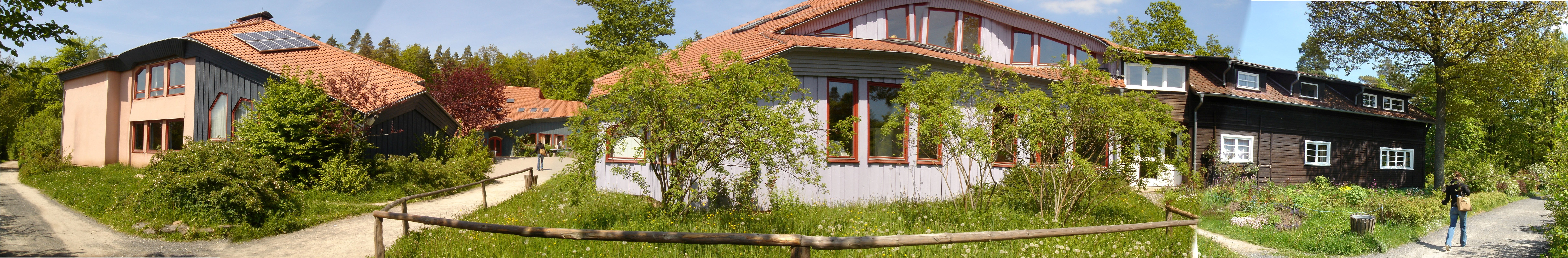
Die Rudolf-Steiner-Schule in Künzell-Loheland

Künzell bietet neun Kindergärten sowie die beiden Grundschulen Theotrichschule in Dietershausen und  Florenbergschule in Pilgerzell und die Grund- und Hauptschule Don-Bosco-Schule in Künzell.
Die Rudolf-Steiner-Schule ist eine freie Waldorfschule in Loheland, die als Gesamtschule arbeitet. Die Loheland-Akademie bildete bis 2009 zudem zum staatlich geprüften Gymnastiklehrer, basierend auf der Loheland-Gymnastik, aus.

### Sendeanlagen
In Künzell befinden sich zwei als frei stehende Stahlfachwerkkonstruktionen ausgeführte Sendetürme, der 68 Meter hohe Sendeturm Künzell des Hessischen Rundfunks und der 43 Meter hohe Fernmeldeturm Künzell der Deutschen Telekom AG. Daneben existiert noch ein Funkturm für die Feuerwehr.
Auf einer Freifläche bei 50.535942 N 9.720422 O dürfte sich einst der Mittelwellensender des AFN Fulda befunden haben.

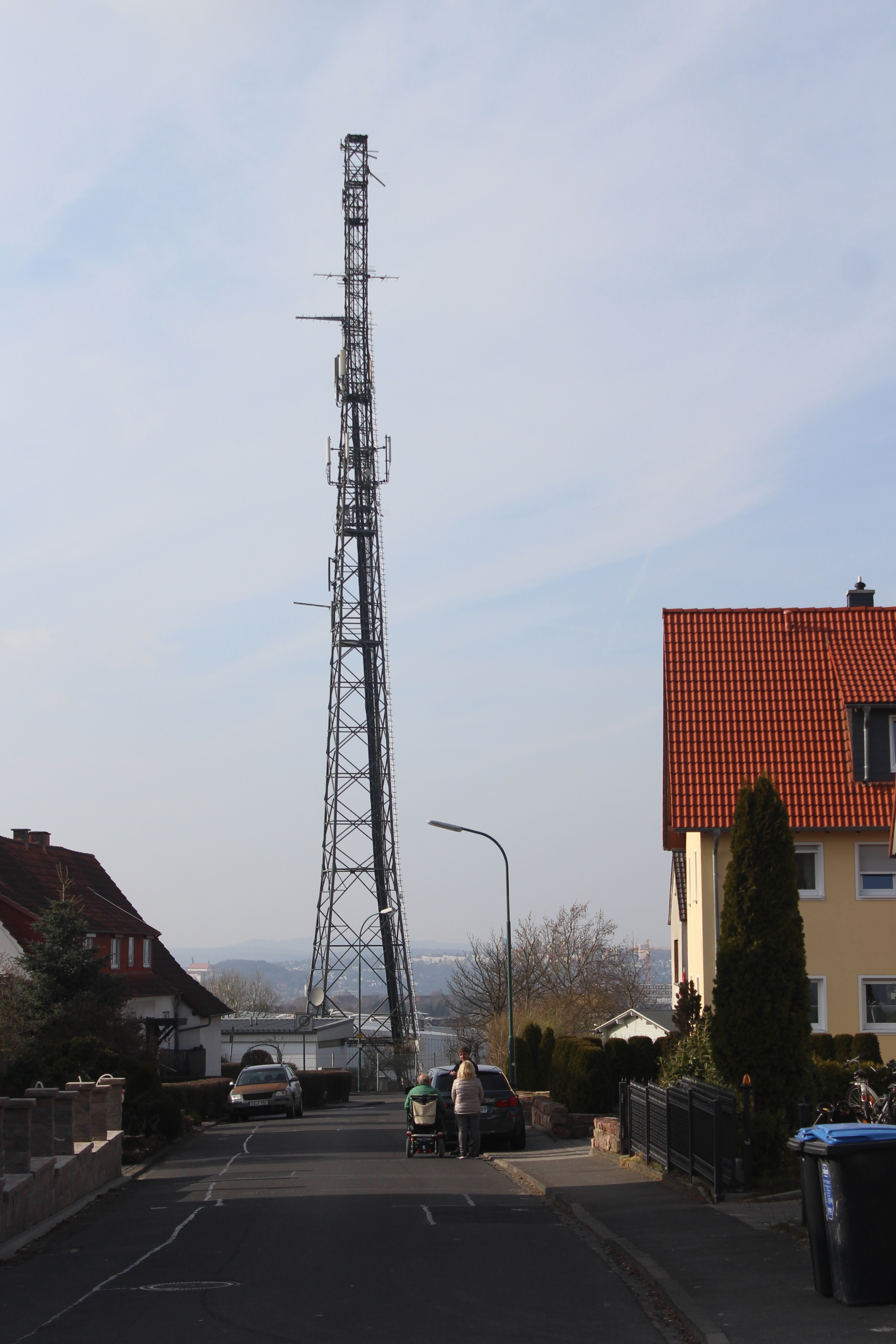
Sendeturm Künzell des Hessischen Rundfunks
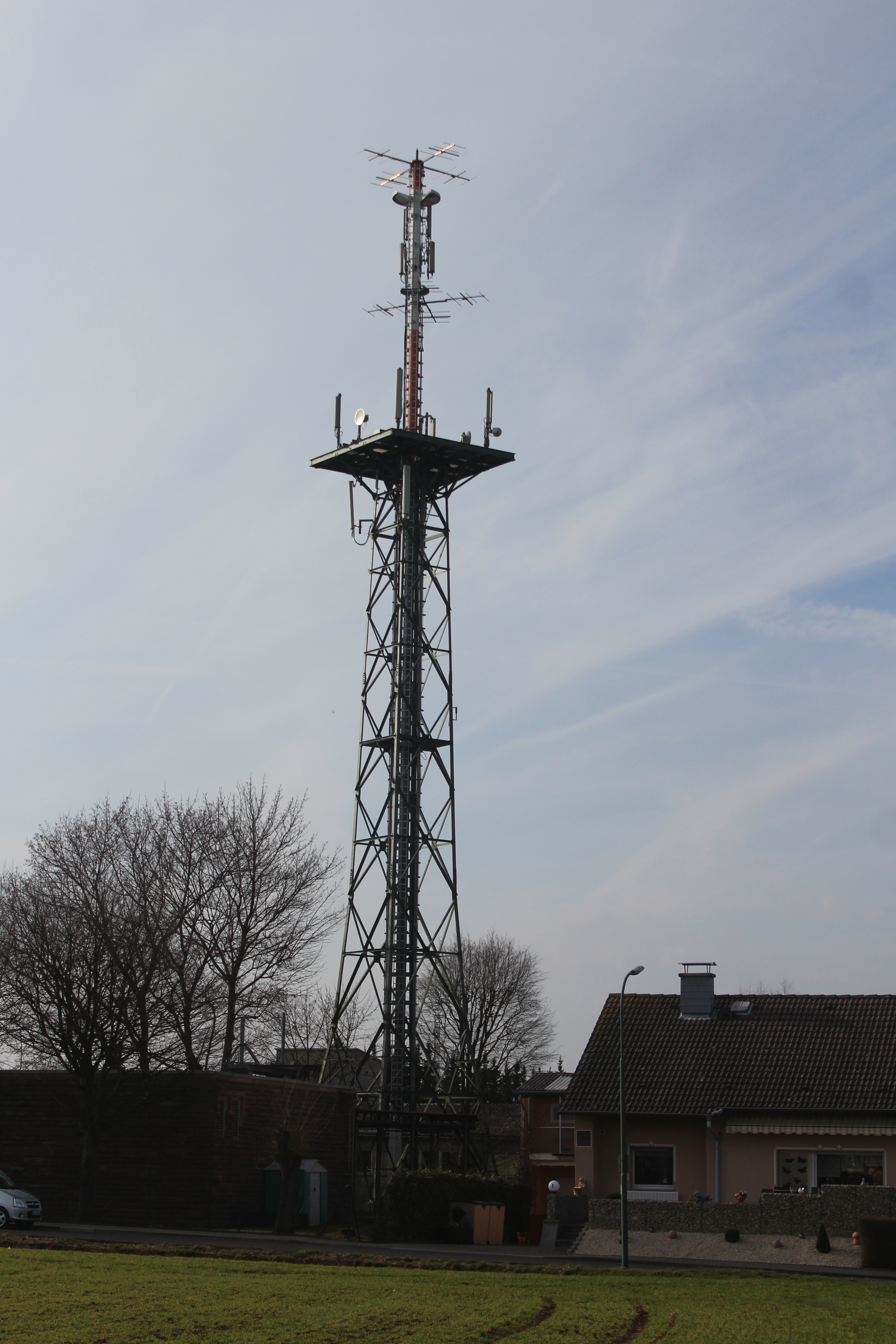
Fernmeldeturm Künzell
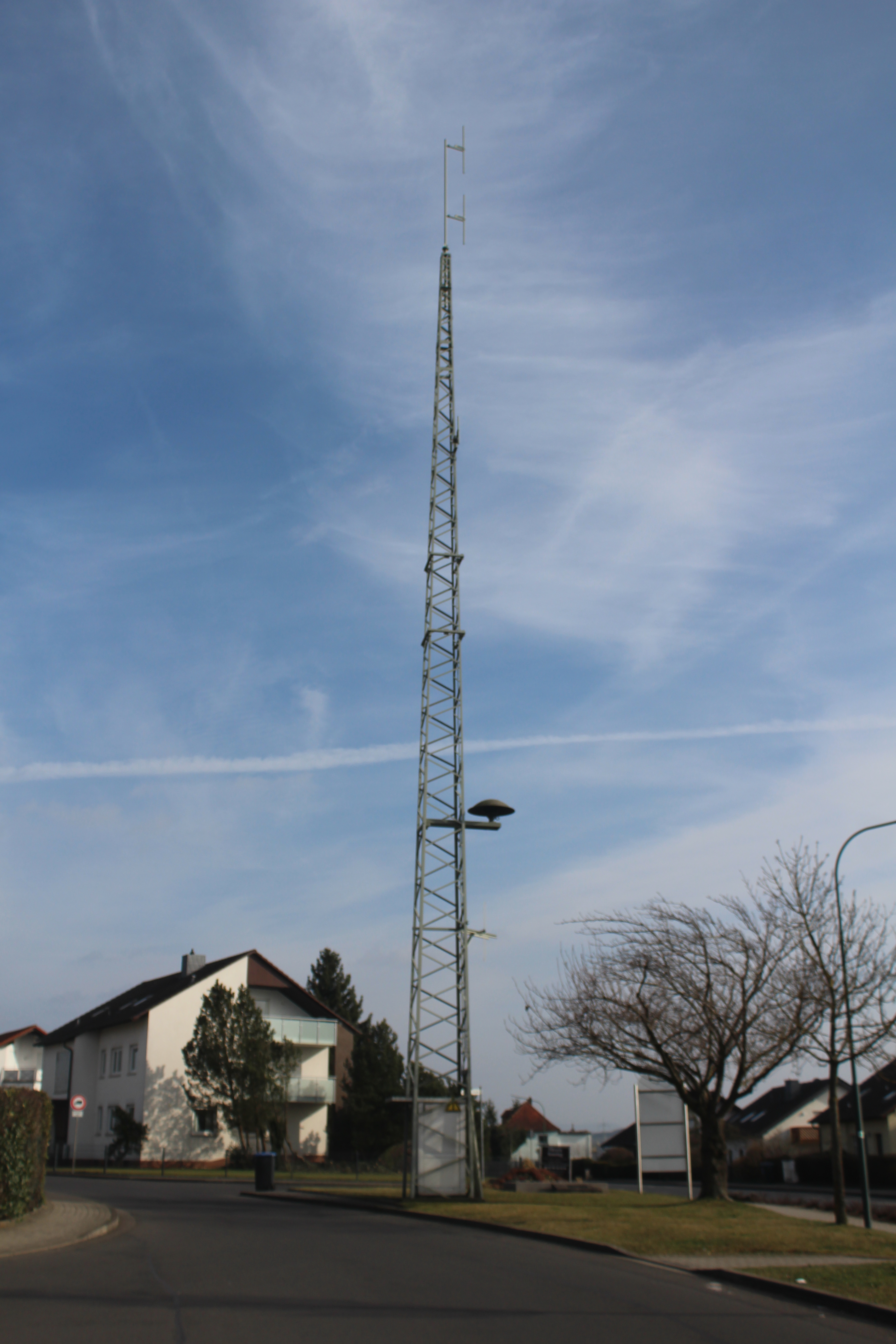
Funkturm der Feuerwehr in Künzell
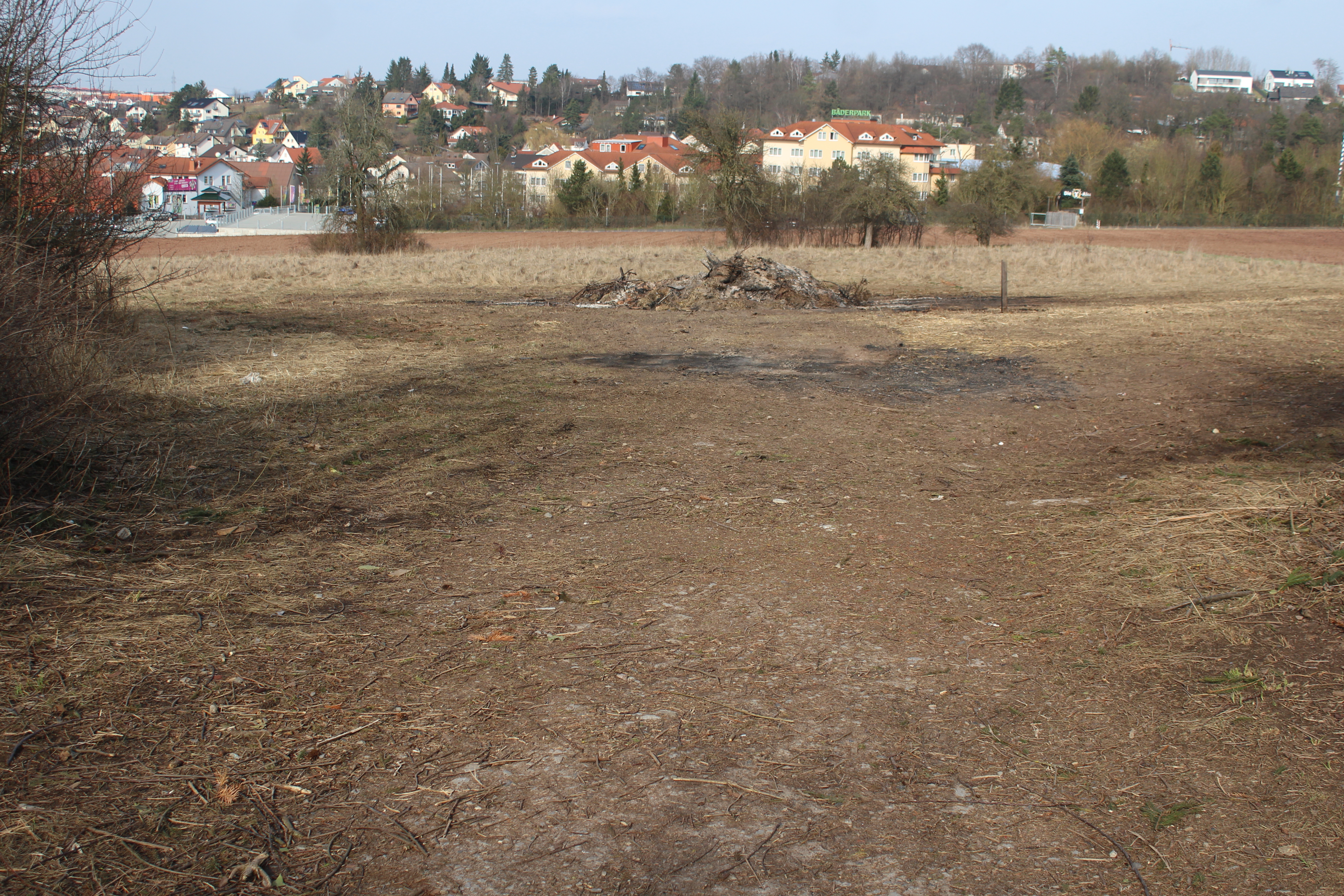
Ehm. Standort des AFN-Mittelwellensenders

## Söhne und Töchter der Gemeinde
- Hubert Heil (1931–2019), Hessischer Landtagsabgeordneter (CDU) und Gewerkschaftsvorsitzender
- Rudolf Grösch (* 1944), Politiker (B’90/Grüne)
- Patrik Sinkewitz (* 1980), Profi-Radrennfahrer